# Yawa
Le yawa (également appelé yapanani, yava, iau, mantembu, mora ou turu) est une langue parlée dans les îles Yapen près de la Nouvelle-Guinée occidentale en Indonésie. Au nombre de 6 000 (1987), ses locuteurs habitent dans le centre de l'île de Serui.
Le yawa fait partie de la famille des langues papoues occidentales, au sein de laquelle il forme une branche avec le saweru.